# Phare de Pater Noster
Le phare de Pater Noster (en suédois : Pater Noster fyr) est un  phare situé sur le petit archipel de Pater Noster du détroit de Skagerrak appartenant à la commune de Tjörn, dans le Comté de Västra Götaland (Suède).
Le phare de Pater Noster est inscrit au répertoire des sites et monuments historiques par la Direction nationale du patrimoine de Suède .

## Histoire
Il y avait des plans pour construire un phare sur l'île d'Hamneskär dans les années 1750 mais une lumière a été placée sur le Fort de Carlsten à Marstrand. Cette lumière a été remplacée par le phare de Pater Noster en 1868. Le phare est de conception typique de l'ingénieur Gustaf von Heidenstam (en).
Ce phare avait, à l'origine, une grande lentille de Fresnel de premier ordre avec une lampe à huile de colza. Une lampe au kérosène a été installée en 1887. Le phare a été automatisé en 1964 en même temps que la pose d'un câble électrique sous-marin. La grande lentille remplacée par une petite lentille de 4eordre et l'originale a été transférée au Musée Bohuslän (sv) d'Uddevalla.
En 1977, le phare de Pater Noster a été désactivé en faveur du phare d'Hätteberget placé en mer. Il a commencé à rouiller faute d'entretien. En 2002, un grand projet de restauration a commencé. Le phare a été transporté sur une barge jusqu'à la ville d'Uddevalla, et plus tard à Göteborg pour entreprendre sa restauration. À l'été 2007, le phare a été renvoyé à Hamneskär. En automne, il a été réactivé.

## Description
Le phare  est une tour pyramidale en acier à claire-voie de 32 mètres de haut, avec une galerie et une lanterne. Le phare est totalement peint en rouge, le dôme de la lanterne est verdâtre. Il émet, à une hauteur focale de 36 mètres, un long éclat blanc tourtes les 15 secondes. Sa portée est de 20 milles nautiques (environ 37 km).
Identifiant : ARLHS : SWE-176 ; SV-7925.01 - Amirauté : C0489.4 - NGA : 0701 .
|                       |
| L'île de Pater Noster |

|          |
| Le phare |

### Lien connexe
- Liste des phares de Suède